# 單斑新熱䲁
單斑新熱䲁（學名：Neoclinus uninotatus），為條鰭魚綱䲁形目煙管䲁科新熱䲁屬的一個種，分布於東太平洋美國加利福尼亞州博德加灣至墨西哥下加利福尼亞半島北部海域，深度3至27公尺，本魚身體細長，略微扁平，頭大，眼睛上方有觸鬚，鼻子圓鈍，嘴大，嘴裂遠超過眼睛，整體呈棕色，側面有7條較寬的深棕色條紋，在第一和第二背棘之間有一個大單眼，呈藍黑色，邊緣為黃色，背鰭硬棘23-27枚、背鰭軟條14-17枚、臀鰭硬棘2枚、臀鰭軟條26-31枚，尾鰭圓形，胸鰭有14至16條鰭條，大而呈扇形，身上覆蓋著微小的鱗片，體長可達25公分，棲息在沿海沙泥底質或岩石海域，通常躲在岩縫、空貝殼、塑膠罐等人工容器，以甲殼類為食，具強烈領域性，雌魚產附著性卵，雄魚會守護卵，生活習性不明。